# Сен-Лоран (сорт винограда)
Сен-Лоран (фр. Saint Laurent), он же Санкт-Лаурент (нем. Sankt Laurent) — технический (винный) сорт винограда, используемый для производства красных вин в Чехии и Австрии.

## Происхождение
Происхождение сорта неясно. Вероятнее всего, он происходит из Франции, из Эльзаса. Судя по результатам генетических исследований, сорт относится к группе Пино. Предполагают, что он происходит от скрещивания Пино-нуар и неизвестного второго сорта.
Название виноград получил по имени святого Лаврентия, в чей день праздника, отмечаемого 10 августа, ягоды начинают темнеть.

## География
Из Франции сорт в XIX веке попал в Германию и дальше, в Австрию и Чехию.
Сорт популярен в Австрии и даже иногда считается автохтонным австрийским сортом. Популярность он обрел благодаря монахам из Клостернойбурга. Культивируется в Нижней Австрии и Бургенланде. В 2008 году сортом было занято 794 Га, и эта величина продолжает расти.
Сорт является одним из самых популярных сортов чёрного винограда в Чехии, где его культивируют с начала XX века во всех винных регионах Богемии и Моравии. Сен Лоран занимает примерно 9 % площадей всех виноградников.

## Потомки
- Цвайгельт был выведен в 1922 году Фрицем Цвайгельтом скрещиванием Блауфранкиш x Сен Лоран.
- Андрэ был выведен в 1960 году Ярославом Гораком скрещиванием Сен Лоран x Блауфранкиш.
- Неронет, это (Сен Лоран x Блауэр Португизер) x Алиберне.
- Рондо, это Заря севера x Сен Лоран.

## Основные характеристики
Кусты сильнорослые.
Листья средние, пятилопастные, сильнорассечённые, тёмно-зеленые, с лёгким паутинистым опушением на нижней поверхности. Черешковая выемка открытая.
Цветок обоеполый.
Грозди средние, конические, плотные.
Ягоды округлые или овальные, тёмно-синие. Кожица толстая. Мякоть сочная. Сок сильноокрашен, с нейтральным вкусом и ароматом.
Вызревание побегов хорошее.
Сорт среднего периода созревания.
Урожайность средняя. Дает нестабильный урожай.
Сорт не выделяется устойчивостью к грибным болезням среди других европейских сортов. Относительно морозоустойчив.

## Применение
Сорт используется для приготовления красных вин высокого качества, что, учитывая вполне вероятное происхождение от группы Пино, не должно удивлять.
Вина отличаются темно-красными оттенками, ароматами кисло-сладкой вишни, ароматом чёрной малины с земляничными оттенками. Вина обладают тенденцией к повышенной кислотности, поэтому их можно использовать в купажах с винами, которым не хватает кислотности. Вина обладают потенциалом к выдержке.

## Синонимы
Blauer Saint Laurent, Chvartser, Laourentstraoube, Laurenzitraube, Laurenztraube, Lorentstraube, Lorenztraube, Lovrenac Crni, Lovrijenac, Lovrijenac Crni, Saint Laurent noir, Saint Lorentz, Sankt Laurent, Sankt Lorenztraube, Sant Lorentz, Schwarzer, Schwarzer Lorenztraube, Sent Laourent, Sent Lovrenka, Sentlovrenka, Shentlovrenka, Shvartser, St. Laurent, Svati Vavrinetz, Svatovavřinecké, Svatovavrinetske, Svatovavrinetzke, Svätovavrinecké, Svaty Vavrinec, Szent Lőrinc, Szent Lőrinczi, Szent Loerine, Szentlőrinc, Vavrinak